# Ручеві
Ручеві (біл. вёска Ручёвыя) — село в складі Вілейського району Мінської області, Білорусь. Село підпорядковане Осиповицькій сільській раді, розташоване в північній частині області.